# Темижбекский
Темижбе́кский — посёлок в Новоалександровском районе (городском округе) Ставропольского края России.

## География
Расстояние до краевого центра: 120 км. Расстояние до районного центра: 18 км.

## Название
Своё название получил от находящейся неподалёку краснодарской станицы Темижбекской, часть земель которой была отведена совхозу. А её название в свою очередь происходит от имени владельца черкесского а. Темиж-бека, находившегося на левобережье Кубани.

## История
Посёлок основан 4 ноября 1930 года и связан с организацией на базе нескольких отделений совхоза Расшеватской зерносовхоза «Темижбекский». До основания посёлка на месте хутора Февральского (северная часть нынешнего посёлка) находились станичные выселки, говоря современным языком — дачи. Сюда на лето сгонялся на пастбища станичный скот (отсюда начинается ручей, наполняющий цепочку ставков от хутора Февральского до станицы), а также велась заготовка сена на зиму для станичного скота.
До 1 мая 2017 года посёлок был административным центром упразднённого Темижбекского сельсовета.

## Население
| 1989 | 2002  | 2010  | 2014  | 2021  | 2023  |
| ---- | ----- | ----- | ----- | ----- | ----- |
| 2934 | ↗3744 | ↗3866 | ↗3900 | ↘3586 | ↘3491 |

Гендерный состав
По итогам переписи населения 2010 года проживали 1783 мужчины (46,12 %) и 2083 женщины (53,88 %).
Национальный состав
По данным переписи 2002 года, 86 % населения — русские.
По итогам переписи населения 2010 года проживали следующие национальности (национальности менее 1 %, см. в сноске к строке "Другие"):
| Национальность | Численность | Процент |
| -------------- | ----------- | ------- |
| Русские        | 3367        | 87,09   |
| Армяне         | 349         | 9,03    |
| Другие         | 150         | 3,88    |
| Итого          | 3866        | 100,00  |

## Инфраструктура
- Дом культуры. Открыт 4 ноября 193 года[3]
- Детский приют «Солнышко». Открыт 1 сентября 1996 года[12]
- Железнодорожная станция Григорополисская на линии Кавказская — Ставрополь

## Образование
- Детский сад № 11 «Колосок»[13]
- Средняя общеобразовательная школа № 4[14]

## Экономика
- Элеватор[15]

## Кладбище
В границах посёлка находятся 2 общественных открытых кладбища площадью 6155 м² и 20 000 м².